# Liste des élections législatives françaises sous le Second Empire
Quatre élections législatives ont lieu entre le coup d'État du 2 décembre 1851 et la fin du Second Empire.
Elles sont caractérisées par la pratique des candidats officiels et la fraude électorale.